# Clésio Moreira dos Santos

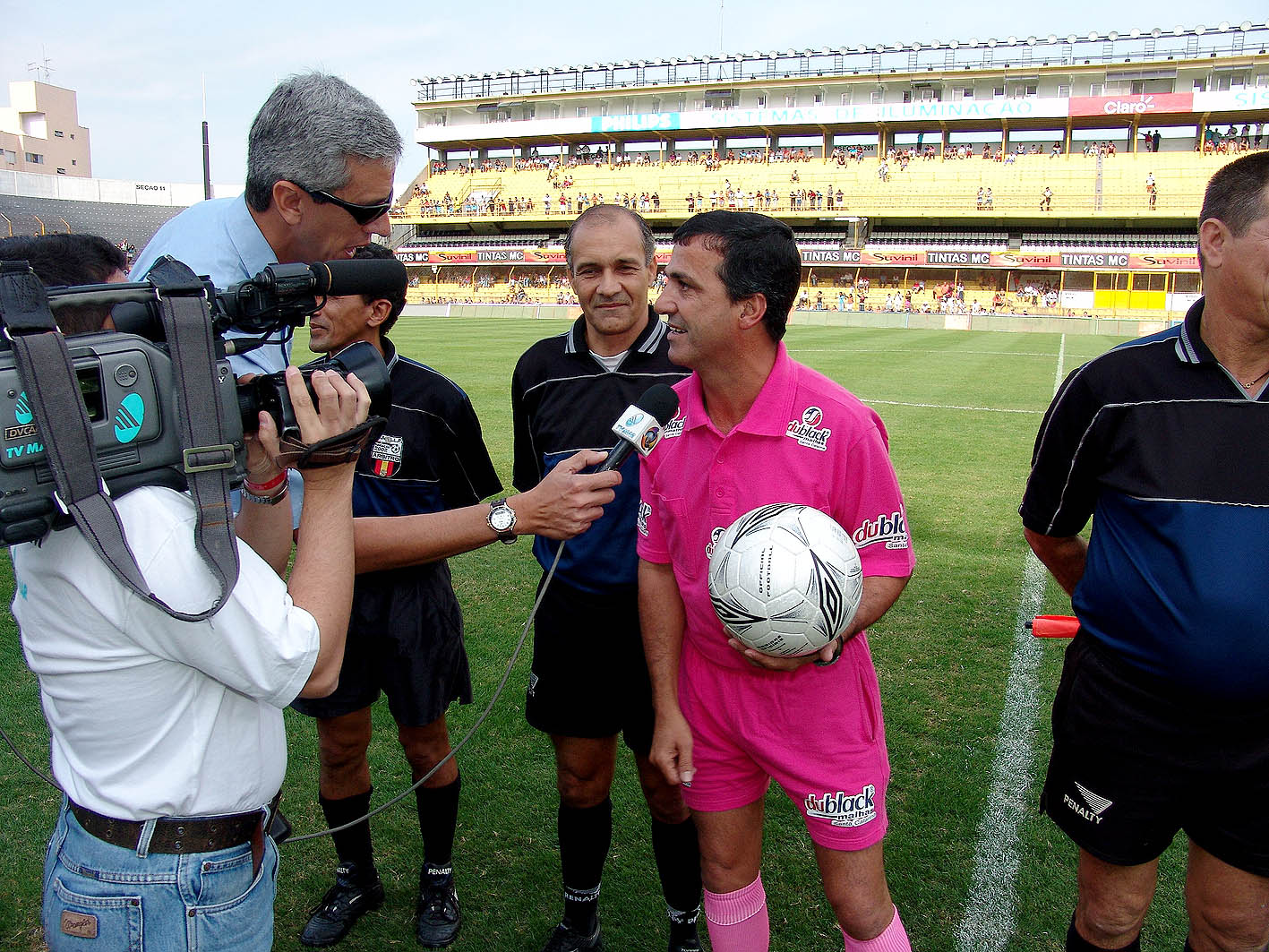
Margarida in seinem pinkfarbenen Schiedsrichter-Trikot

Clésio Moreira dos Santos (* 8. Januar 1958 in Palhoça), besser bekannt als Margarida, ist ein brasilianischer Fußballschiedsrichter, der durch sein effeminiertes-tänzerisches Auftreten über YouTube weltberühmt wurde.
Seine Ausbildung zum Schiedsrichter begann er 1988. Im Jahre 1992 hatte er die Idee, eine atypische Figur zu schaffen. Bis 1994 arbeitete er an seinem Stil. Als Vorbilder für seine Rolle nahm er in jeder Beschreibung drei Kollegen, wobei die genannten Namen aber abwechseln. Der ursprüngliche Margarida Jorge José Emiliano dos Santos (1954–1995) aus Rio de Janeiro ist immer dabei. Weitere sind: Roberto Nunes Morgado (1945/46–1988/89) aus São Paulo, Alvir Renzi aus Blumenau und Armando Marques (* 1930). Seine Markenzeichen sind surreale Bewegungen und Gesten, Effeminiertheit, Manierismen wie der „Gazellensprung“, Rückwärtslaufen, das nach hinten überstrecken wenn er die gelbe oder rote Karte zeigt, und den Po raus zu strecken. Im Gegensatz zum ursprünglichen Margarida fing er an, pinkfarbene Trikots zu tragen, um dem Ganzen eine andere Konnotation zu geben und als Innovation für die Sichtbarkeit der Schiedsrichter. Er will vor allem eine lustige Person darstellen.
Die Auftritte begannen nach einem Meisterschaftsspiel in der zweiten Division der Staatsmeisterschaft von Santa Catarina des Bundesstaates Santa Catarina im Jahre 1994. Er wurde dann für vier Spiele einer Gruppe aus Florianópolis gegen Mexikaner engagiert und wurde für das Jahr darauf wieder engagiert. Reportagen über ihn wurden bis 2003 unter anderem im Netzwerk Sistema Brasileiro de Televisão (SBT) von den Moderatoren Gugu Liberato und Hebe Camargo gebracht, sowie in den Sendungen Fantástico, Globo Esporte und Jornal da Globo; im Netzwerk Rede Globo von den Moderatoren Ana Maria Braga und Jô Soares, im Sender Rede Bandeirantes von Jorge Kajuru und im Sender Rede Record von Milton Neves. Er bereiste auch 16 Länder.
Seine offizielle Funktion als Schiedsrichter beendete er im Jahre 2004. Er tritt aber noch auf Anfrage bei Amateur- und Benefizspielen auf. Sonst arbeitet er als Tourismusmanager in der Stadt Palhoça in der Metropolenregion Florianópolis. Im Jahre 2008 kandidierte er dort für den Stadtrat.
Moreira dos Santos ist heterosexuell, verheiratet und hat drei Kinder (Mädchen * 1985, 2 Jungen * 1988 und * 1993).